# Coleoxestia waterhousei
Coleoxestia waterhousei là một loài bọ cánh cứng trong họ Cerambycidae.